# Malabat

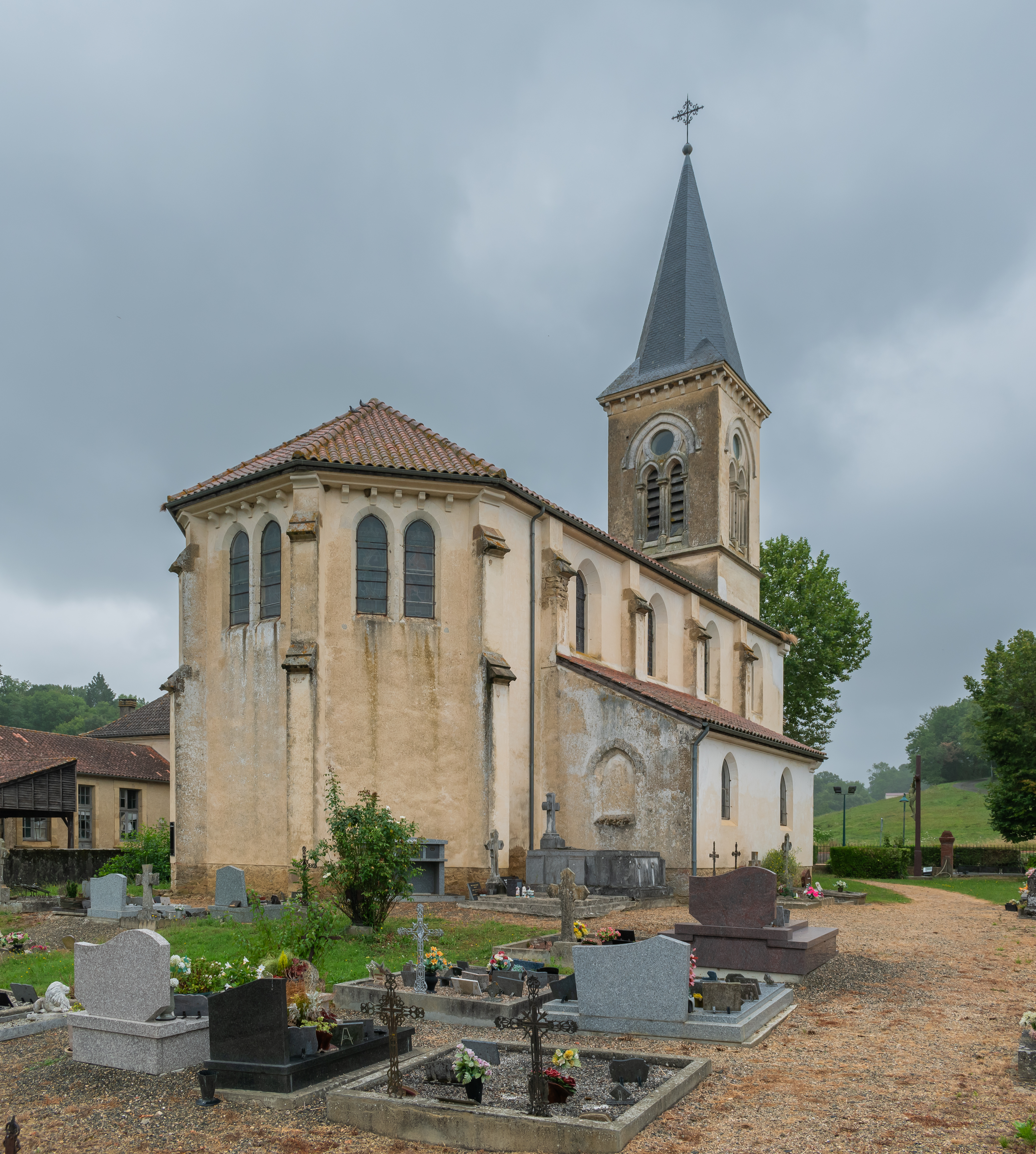
Kirche St. Johannes der Täufer in Malabat.

Malabat (gaskognisch: Malavath) ist eine französische Gemeinde mit 97 Einwohnern (Stand 1. Januar 2022) im Département Gers in der Region Okzitanien (bis 2015 Midi-Pyrénées); sie gehört zum Arrondissement Mirande und zum Gemeindeverband Astarac Arros en Gascogne.

## Geografie
Malabat liegt rund 20 Kilometer südwestlich von Mirande und 24 Kilometer nordöstlich von Tarbes im Süden des Départements Gers. Die Gemeinde besteht aus Weilern, zahlreichen Streusiedlungen und Einzelgehöften. Der Arros durchquert die Gemeinde in nördlicher Richtung und bildet streckenweise die westliche Gemeindegrenze. Nachbargemeinden sind Cazaux-Villecomtal im Nordwesten und Norden, Blousson-Sérian im Norden, Troncens im Nordosten, Betplan im Südosten und Süden, Haget im Südwesten und Westen sowie Beccas im Westen.

## Geschichte
Im Mittelalter lag die Gemeinde in der Kastlanei Moncassin der Grafschaft Astarac in der historischen Landschaft Gascogne und teilte deren Schicksal. Malabat gehörte von 1793 bis 1801 zum District Mirande und zum Kanton Villecomtal. Seit 1801 ist die Gemeinde dem Arrondissement Mirande zugeteilt und gehörte von 1793 bis 2015 zum Wahlkreis (Kanton) Miélan.

## Bevölkerungsentwicklung
Die Einwohnerentwicklung ist typisch für eine französische Landgemeinde. Normal sind die Entwicklungen zwischen 1793 und 1821 mit einem Wachstum sowie die erste Abwanderungswelle bis 1872. Danach folgte eine kurze Wachstumsphase, gefolgt von einer zweiten Abwanderungswelle ab 1886. Im Jahr 1968 war die Bevölkerung auf einem historischen Tiefpunkt. 
| Jahr                       | 1962 | 1968 | 1975 | 1982 | 1990 | 1999 | 2006 | 2011 | 2020 |
| Einwohner                  | 100  | 81   | 95   | 94   | 89   | 87   | 96   | 101  | 101  |
| Quellen: Cassini und INSEE |      |      |      |      |      |      |      |      |      |

## Sehenswürdigkeiten
- Kirche Saint-Jean
- fünf Wegkreuze
- Denkmal für die Gefallenen[3]

## Verkehr
Die wichtigste regionale Verbindung ist die D38.